# قانون اشتفان–بولتسمان
قانون استفان-بولتزمن (به انگلیسی: Stefan–Boltzmann law) رابطهٔ بین مقدار کل انرژی ای را که یک جسم از خود تابش می‌کند و دما بیان می‌کند. طبق این قانون کل انرژی تابیده شده از واحد سطح جسم سیاه (Black body) در واحد زمان با توان چهارم دمای آن جسم بر حسب کلوین متناسب است و با معادله زیر بیان می‌شود:
```

  

    

      

        

          
M

          

            
∘

          

        

        
=

        
σ

        

        

          
T

          

            
4

          

        

      

    

    
{\displaystyle M^{\circ }=\sigma \,T^{4}}

  

```

آهنگ تابش به صورت کلی بدین صوررت خواهد بود:
{\displaystyle M=\varepsilon \,M^{\circ }=\varepsilon \,\sigma \,T^{4}}
که در آن:
{\displaystyle M}: آهنگ تابش گرما
{\displaystyle T\;}: دمای ترمودینامیکی (بر حسب کلوین)
{\displaystyle \epsilon \;}: ثابت گسیلندگی جسم
{\displaystyle \sigma \;}: ثابت استفان-بولتزمن است.
ثابت گسیلندگی جسم {\displaystyle \epsilon } همواره {\displaystyle 0\leq \epsilon \leq 1}و به صافی و ناصافی سطح جسم و رنگ آن بستگی دارد. جسمی که گسیلندگی آن برابر ۱ باشد، جذب‌کننده و گسیلندهٔ کامل تابش است. چنین جسمی را جسم سیاه می‌نامند. و هر چقدر که میزان گرمای جسمی بیشتر باشد انرژی بیشتری گسیل خواهد شد.
ثابت استفان-بولتزمن مقداری ثابت است و برابر است با:
{\displaystyle \sigma ={\frac {2\pi ^{5}k^{4}}{15c^{2}h^{3}}}=5.670400\times 10^{-8}{\textrm {J}}\,{\textrm {s}}^{-1}{\textrm {m}}^{-2}{\textrm {K}}^{-4}.}
مقدار ثابت استفان-بولتزمن در واحد های دیگر متفاوت خواهد شد که این مقادیر در جدول زیر آورده شده است:
| Context            | Value               | Units              |
| ------------------ | ------------------- | ------------------ |
| SI                 | ۵٫۶۷۰۳۷۴۴۱۹٫٫٫×۱۰−۸ | W⋅m−2⋅K−4          |
| CGS                | ۵٫۶۷۰۳۷۴۴۱۹٫٫٫×۱۰−۵ | erg⋅cm−2⋅s−1⋅K−4   |
| US customary units | ۱٫۷۱۳۴۴۱٫٫٫×۱۰−۹    | BTU⋅hr−1⋅ft−2⋅°R−4 |
| Thermochemistry    | ۱٫۱۷۰۹۳۷٫٫٫×۱۰−۷    | cal⋅cm−2⋅day−1⋅K−4 |

این قانون ابتدا توسط ژوزف استفان در ۱۸۷۹ به صورت تجربی و در ۱۸۸۴ توسط لودیگ بولتزمن با استفاده از قوانین ترمودینامیک بدست آمد.بولتزمن پدر فیزیک آماری و همچنین فردی به عنوان متخصص ترمودینامیک نیز بود.

## تاریخچه
در سال 1864، جان تیندال اندازه گیری های انتشار مادون قرمز یا فروسرخ (IR) توسط یک رشته پلاتین و رنگ مربوط به رشته ارائه کرد.تناسب چهارم دمای مطلق توسط استفان (1835-1893) در سال 1877 بر اساس اندازه گیری های تجربی تیندال، در مقاله Über die Beziehung zwischen der Wärmestrahlung und der Temperatur که این مقاله ارتباط بین تابش حرارتی و دما را بیان می کند استنتاج کرد.

## مثال ها
دمای سطح خورشید
استفان با قانون خود دمای سطح خورشید را نیز تعیین کرد.او از داده های ژاک-لویس سورت (١٨٢٨-١٨٩٠) استنباط کرد که چگالی  شار انرژی خورشیدی  ٢٩  برابر بیشتر از چگالی شار انرژی یک لاملا فلزی گرم شده خاص(یک صفحه نازک) است.یک تیغه گرد در فاصله ای از دستگاه اندازه گیری قرار داده شده بود که در همان قطر زاویه ای خورشید دیده میشد.سورت دمای لاملا را تقریبا ١٩٠٠ تا ٢٠٠٠ درجه سانتی گراد برآورد کرد.
استفان حدس زد که یک سوم شار انرژی خورشیدی جذب زمین می شود، بنابراین او برای شار انرژی خورشیدی صحیح ، از دیدگاه و جانب خودمقدار آن یک و نیم برابر بیشتر از سورت یعنی ٤٣.٥=١.٥×٢٩ در نظر گرفت.
دمای ستارگان
دمای ستارگان را می توان با در نظر گرفتن انرژی ساطع شده به عنوان تابش جسم سیاه برآورد کرد لذا:
{\displaystyle L=4\pi R^{2}\sigma T^{4}}
که در آن:
L: درخشندگی
σ: ثابت استفان-بولتزمن
R: شعاع ستاره
T: دمای مؤثر
می توان این فرمول را برای محاسبه دما بدین صورت بیان کرد:
{\displaystyle T={\sqrt[{4}]{\frac {L}{4\pi R^{2}\sigma }}}}
به همین ترتیب شعاع آن بدین صورت بیان می شود:
{\displaystyle R={\sqrt {\frac {L}{4\pi \sigma T^{4}}}}}
همین فرمول ها را می توان برای محاسبه پارامترهای مربوطه به خورشید را نیز ساده کرد:
{\displaystyle {\begin{aligned}{\frac {L}{L_{\odot }}}&=\left({\frac {R}{R_{\odot }}}\right)^{2}\left({\frac {T}{T_{\odot }}}\right)^{4}\\[1ex]{\frac {T}{T_{\odot }}}&=\left({\frac {L}{L_{\odot }}}\right)^{1/4}\left({\frac {R_{\odot }}{R}}\right)^{1/2}\\[1ex]{\frac {R}{R_{\odot }}}&=\left({\frac {T_{\odot }}{T}}\right)^{2}\left({\frac {L}{L_{\odot }}}\right)^{1/2}\end{aligned}}}
که در آن {\displaystyle R_{\odot }} شعاع خورشیدی است. همچنین می توان آهنگ تابش{\displaystyle M^{\circ }} را بر واحد سطح چنین نوشت:
{\displaystyle {\begin{aligned}L&=AM^{\circ }\\[1ex]M^{\circ }&={\frac {L}{A}}\\[1ex]A&={\frac {L}{M^{\circ }}}\end{aligned}}}
که در اینجا {\displaystyle A=4\pi R^{2}} و {\displaystyle M^{\circ }=\sigma T^{4}.}است.
با قانون استفان-بولتزمن، ستاره شناسان به راحتی می توانند شعاع ستاره ها را استنتاج کنند.
دمای مؤثر زمین
مشابها ، می توانیم دمای مؤثر زمین T⊕ را با معادل سازی انرژی دریافتی از خورشید و انرژی تابش شده توسط زمین و با توجه به جسم سیاه (black body) بدست آوریم و قابل ذکر است که به دلیل اینکه انرژی خود زمین به اندازه ای کوچک است که ناچیز فرض می شود، درخشندگی خورشید L⊙ برابر:
{\displaystyle L_{\odot }=4\pi R_{\odot }^{2}\sigma T_{\odot }^{4}}
در زمین، این انرژی از کره ای با شعاع a0، فاصله بین زمین و خورشید و تابش (مقدار توان دریافتی بر واحد سطح) بدست می آید:
{\displaystyle E_{\oplus }={\frac {L_{\odot }}{4\pi a_{0}^{2}}}}
و اگر شعاع زمین R⊕ باشد لذا دارای سطح مقطع  {\displaystyle \pi R_{\oplus }^{2}} است. بنابراین شار تابشی جذب شده توسط زمین بدست می آید:
```

  

    

      

        

          
Φ

          

            
abs

          

        

        
=

        
π

        

          
R

          

            
⊕

          

          

            
2

          

        

        
×

        

          
E

          

            
⊕

          

        

      

    

    
{\displaystyle \Phi _{\text{abs}}=\pi R_{\oplus }^{2}\times E_{\oplus }}

  

```

شار ساطع شده از زمین تمایل به برابری با شار جذب شده دارد (با توجه به اینکه قانون استفان-بولتزمن از توان چهارم استفاده می کند، اثر تثبیت کننده ای بر تبادل یا مبادله دارد) و نزدیک حالت پایدار که در آن:
{\displaystyle {\begin{aligned}4\pi R_{\oplus }^{2}\sigma T_{\oplus }^{4}&=\pi R_{\oplus }^{2}\times E_{\oplus }\\&=\pi R_{\oplus }^{2}\times {\frac {4\pi R_{\odot }^{2}\sigma T_{\odot }^{4}}{4\pi a_{0}^{2}}}\\\end{aligned}}}
سپس T⊕ قابل محسابه است:
{\displaystyle {\begin{aligned}T_{\oplus }^{4}&={\frac {R_{\odot }^{2}T_{\odot }^{4}}{4a_{0}^{2}}}\\T_{\oplus }&=T_{\odot }\times {\sqrt {\frac {R_{\odot }}{2a_{0}}}}\\&=5780\;{\rm {K}}\times {\sqrt {6.957\times 10^{8}\;{\rm {m}} \over 2\times 1.495\ 978\ 707\times 10^{11}\;{\rm {m}}}}\\&\approx 279\;{\rm {K}}\end{aligned}}}
که T⊙ دمای خورشید، R⊙ شعاع خورشید و a0 فاصله بین زمین و خورشید است.این یک دمای 6 درجه سانتی گراد را در سطح زمین می دهد، با فرض اینکه تمام  تشعشعات را کاملا جذب کند و جوی وجود ندارد.

## منشاء
مشتق ترمودینامیکی چگالی انرژی
این مشتق از رابطه بین فشار تابش P  و چگالی انرژی داخلی استفاده می کند، این رابطه که با استفاده از تانسور تنش انرژی الکترومغناطیسی به صورت زیر نشان داده می شود:
{\displaystyle p={\frac {u}{3}}.}
و رابطه ترمودینامیکی زیر:
{\displaystyle dU=T\,dS-p\,dV,}
و بعد تقسیم آن به {\displaystyle dV} در دمای ثابت و با کمک یکی از روابط ماکسول  (Maxwell relations) نهایتا:{\displaystyle \left({\frac {\partial S}{\partial V}}\right)_{T}=\left({\frac {\partial p}{\partial T}}\right)_{V}.}{\displaystyle \left({\frac {\partial U}{\partial V}}\right)_{T}=T\left({\frac {\partial S}{\partial V}}\right)_{T}-p=T\left({\frac {\partial p}{\partial T}}\right)_{V}-p.}
از تعریف چگالی انرژی بدست می آید که:
{\displaystyle U=uV}
که در آن چگالی انرژی تابش فقط به دما بستگی دارد بنابراین:
{\displaystyle \left({\frac {\partial U}{\partial V}}\right)_{T}=u\left({\frac {\partial V}{\partial V}}\right)_{T}=u.}
و نهایتا برابر است با:
{\displaystyle u=T\left({\frac {\partial p}{\partial T}}\right)_{V}-p,}و فشار، نرخ (Rate) تغییرات تکانه بر واحد سطح است و از آنجایی که که تکانه فوتون برابر است با تقسیم انرژی بر سرعت نور:
{\displaystyle u={\frac {T}{3}}\left({\frac {\partial u}{\partial T}}\right)_{V}-{\frac {u}{3}},}
جایی که یک سوم از پیش بینی انتقال تکانه در حالت نرمال به دیواره ظرف می آید. از آنجایی مشتق جزئی {\displaystyle \left({\frac {\partial u}{\partial T}}\right)_{V}} می توان به عنوان رابطه ای بین {\displaystyle u} و {\displaystyle T} (در حالتی که آن را در ظرف برابری جدا کنیم)، مشتق جزئی را می توان با مشتق معمولی جایگزین کرد.{\displaystyle {\frac {du}{4u}}={\frac {dT}{T}}} و برابر {\displaystyle u=AT^{4}} است.
مشتق از قانون پلانک( اسخراج قانون استفان-بولتزمن از قانون پلانک)
این قانون را می توان با در نظر گرفتن یک سطح کوچک و مسطح جسم سیاه(Black body) که به صورت نیمکره به بیرون تابش می کند به دست آورد. این مشتق از مختصات کروی با θ به عنوان  زاویه اوج و φ به عنوان زاویه ازیموتال(azimuthal angle) استفاده می کند.و سطح کوچک و مسطح جسم سیاه روی صفحه xy قرار دارد ، جایی که   θ = {\displaystyle \pi }/2 است.
شدت نور ساطع شده از جسم سیاه(Black body) توسط قانون پلانک مشخص می شود.
{\displaystyle I(\nu ,T)={\frac {2h\nu ^{3}}{c^{2}}}{\frac {1}{e^{h\nu /(kT)}-1}},} 
که در آن:
- {\displaystyle I(\nu ,T)} مقدار توان در واحد سطح در واحد زاویه جسم در واحد فرکانس است که در فرکانس {\displaystyle \nu } توسط جسم سیاه(Black body) در دمای T منتشر می شود
- {\displaystyle h} ثابت پلانک
- {\displaystyle c} سرعت نور (speed of light)
- {\displaystyle k} ثابت بولتزمن

مقدار {\displaystyle I(\nu ,T)~A\cos \theta ~d\nu ~d\Omega } توان تابشی است که توسط صفحه ای از سطح A از طریق یک زاویه جسم(Solid angle) dΩ در محدوده فرکانس بین ν و ν + dν قرار دارد.قانون استفان-بولتزمن توان ساطع شده در واحد سطح جسم ساطع کننده را نشان می دهد:
{\displaystyle {\frac {P}{A}}=\int _{0}^{\infty }I(\nu ,T)\,d\nu \int \cos \theta \,d\Omega }
برای استخراج قانون استفان-بولتزمن باید {\textstyle d\Omega =\sin \theta \,d\theta \,d\varphi } را روی نیمکره و حد های انتگرال {\displaystyle \nu } را ار 0 تا ∞ ادغام می کنیم.
{\displaystyle {\begin{aligned}{\frac {P}{A}}&=\int _{0}^{\infty }I(\nu ,T)\,d\nu \int _{0}^{2\pi }\,d\varphi \int _{0}^{\pi /2}\cos \theta \sin \theta \,d\theta \\&=\pi \int _{0}^{\infty }I(\nu ,T)\,d\nu \end{aligned}}}
{\displaystyle {\frac {P}{A}}={\frac {2\pi h}{c^{2}}}\int _{0}^{\infty }{\frac {\nu ^{3}}{e^{\frac {h\nu }{kT}}-1}}\,d\nu }
برای حل این انتگرال:
{\displaystyle {\begin{aligned}u&={\frac {h\nu }{kT}}\\[6pt]du&={\frac {h}{kT}}\,d\nu \end{aligned}}}
که بدست می آید:
{\displaystyle {\frac {P}{A}}={\frac {2\pi h}{c^{2}}}\left({\frac {kT}{h}}\right)^{4}\int _{0}^{\infty }{\frac {u^{3}}{e^{u}-1}}\,du.}
این یک نوع خاص از یک انتگرال اینشتین است.این اتگرال برابر:{\displaystyle \Gamma (4)\zeta (4)={\frac {\pi ^{4}}{15}}} (که {\displaystyle \Gamma (s)} تابع گاما است)
این نتیجه را می دهد که برای یک سطح جسم سیاه(Black body) کامل:
{\displaystyle M^{\circ }=\sigma T^{4}~,~~\sigma ={\frac {2\pi ^{5}k^{4}}{15c^{2}h^{3}}}={\frac {\pi ^{2}k^{4}}{60\hbar ^{3}c^{2}}}.}
در نهایت، این اثبات تنها با در نظر گرفتن یک سطح کوچک شروع شد.درحالی که، هر سطح قابل تمایز را می توان با مجموعه ای از سطوح مسطح کوچک تقریب زد.تا زمانی که هندسه سطح باعث نشود جسم سیاه(Black body) تابش خود را دوباره جذب کند. کل انرژی تابش شده فقط مجموع انرژی های تابش شده توسط هر سطح است، و مساحت کل فقط مجموع مساحت های هر سطح است،بنابراین این قانون  برای تمامی اجسام سیاه محدب نیز صادق است، تا زمانی که سطح ، در سرتاسر دمای یکسانی داشته باشد. این قانون با استفاده از این واقعیت که بدنه محدب (Convex hull) یک جسم سیاه تابش کند، به تابش اجسام غیر محدب گسترش می یابد.
چگالی انرژی (انرژی حجمی)
چگالی انرژی کل U را می توان مشابها بدست آورد، با این تفاوت که دیگر کسینوس وجود ندارد(کل کره مدنظر است) و شار انرژی (U c) باید بر سرعت c تقسیم شود تا چگالی انرژی U بدست آید:
{\displaystyle U={\frac {1}{c}}\int _{0}^{\infty }I(\nu ,T)\,d\nu \int \,d\Omega }
سپس {\textstyle \int _{0}^{\pi /2}\cos \theta \sin \theta \,d\theta } به جای {\textstyle \int _{0}^{\pi }\sin \theta \,d\theta } و در نهایت با اضافه کردن ضریب چهار:
{\displaystyle U={\frac {4}{c}}\,\sigma \,T^{4}}
که {\displaystyle {\frac {4}{c}}\sigma } به عنوان ثابت تابش یا ثابت چگالی تابش شناخته می شود.

## تجزیه بر حسب فوتون
با توجه به قانون استفان-بولتزمن داریم:
{\displaystyle M^{\circ }=\sigma \,T^{4}=N_{\mathrm {phot} }\,\langle E_{\mathrm {phot} }\rangle }
که در اینجا {\displaystyle N_{\mathrm {phot} }} شار فوتون و مقدار آن برابر است با حاصل:
{\displaystyle N_{\mathrm {phot} }=\pi \int _{0}^{\infty }{\frac {B_{\nu }}{h\nu }}\,\mathrm {d} \nu }{\displaystyle N_{\mathrm {phot} }=\left({1.5205\times 10^{15}}\;{\textrm {photons}}{\cdot }{\textrm {s}}^{-1}{\cdot }{\textrm {m}}^{-2}{\cdot }\mathrm {K} ^{-3}\right)\cdot T^{3}}
و همچنین انرژی متوسط در هر فوتون{\displaystyle \langle E_{\textrm {phot}}\rangle }:
{\displaystyle \langle E_{\textrm {phot}}\rangle ={\frac {\pi ^{4}}{30\,\zeta (3)}}k\,T=\left({3.7294\times 10^{-23}}\mathrm {J} {\cdot }\mathrm {K} ^{-1}\right)\cdot T\,.} که {\displaystyle u=AT^{4}} و مقدار ثابت است.

## همچنین ببینید
- انتقال حرارت
- ترمودینامیک
- تابش الکترومغناطیسی
- تابش هاوکینگ
- جسم سیاه